# Běleč (district de Tábor)
Pour les articles homonymes, voir Běleč.
Běleč (en allemand : Bieltsch) est une commune du district de Tábor, dans la région de Bohême-du-Sud, en République tchèque. Sa population s'élevait à 203 habitants en 2020.

## Géographie
Běleč se trouve à 3 km au nord-est du centre de Mladá Vožice, à 19 km au nord-est de Tábor, à 69 km au nord-nord-est de České Budějovice et à 66 km au sud-sud-est de Prague.
La commune est limitée par Šebířov au nord-ouest, par Vilice au nord-est, par Smilovy Hory à l'est, et par Mladá Vožice au sud et au sud-ouest.

## Histoire
La première mention écrite du village date de 1375.

## Galerie

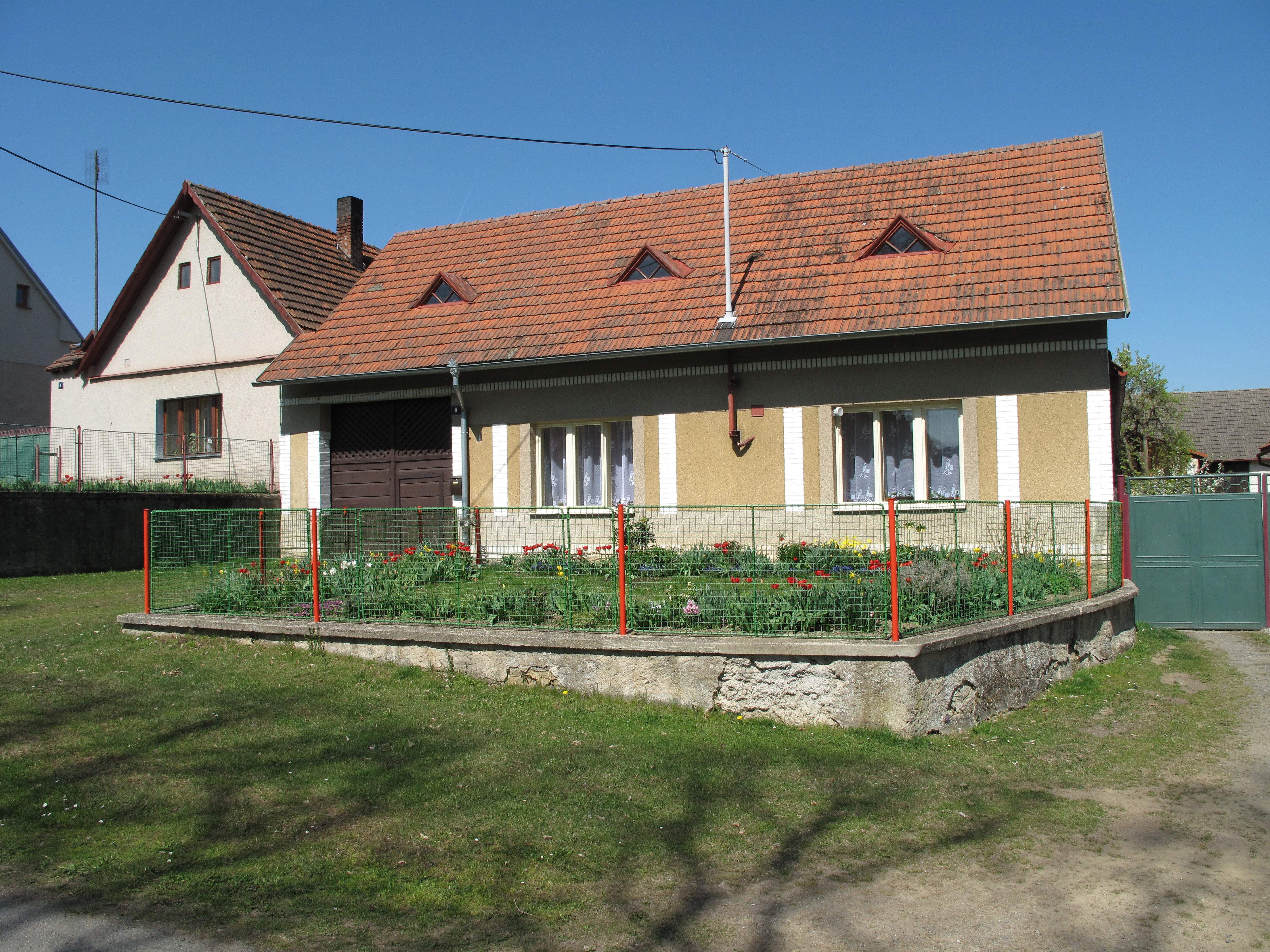
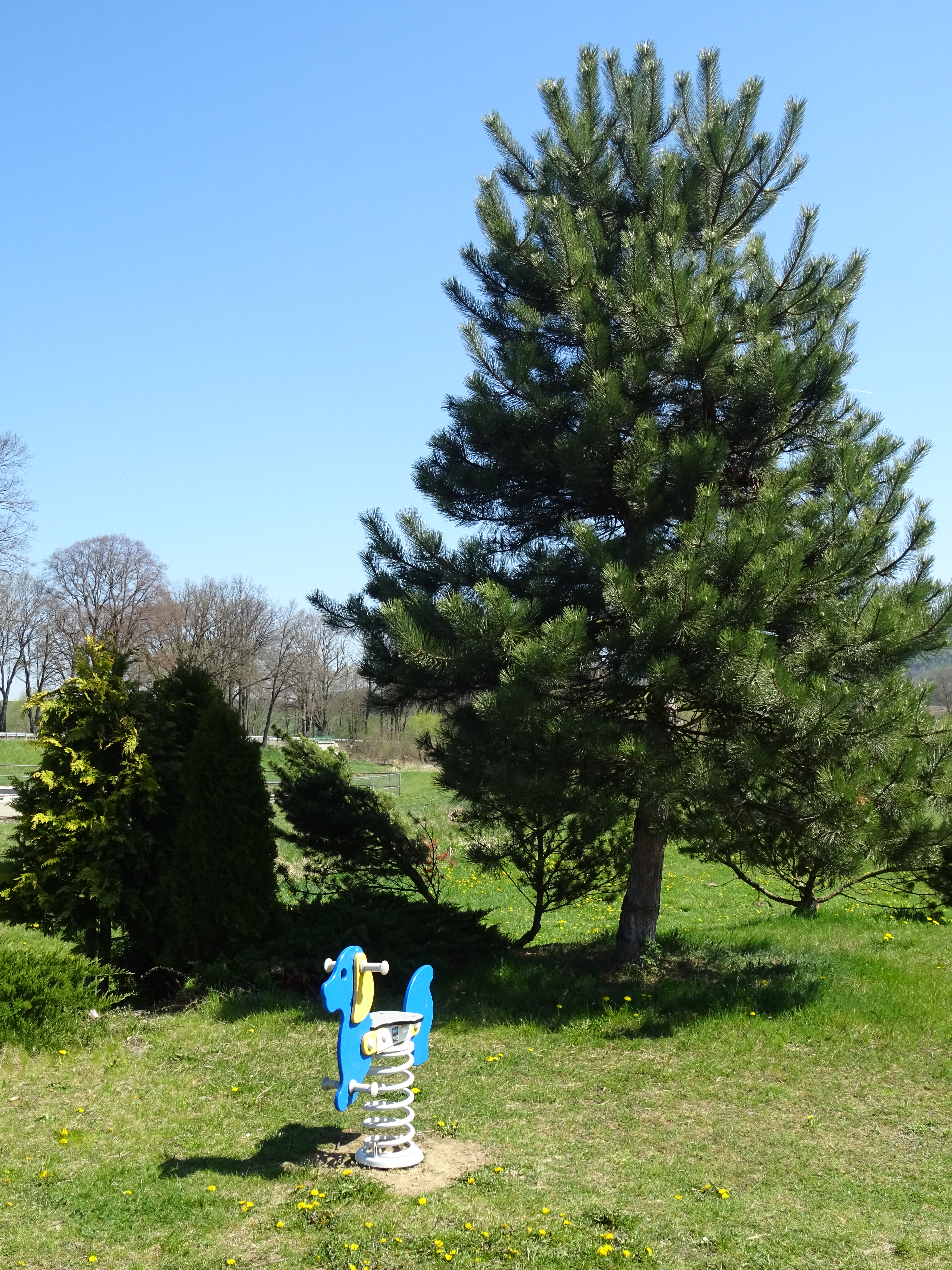
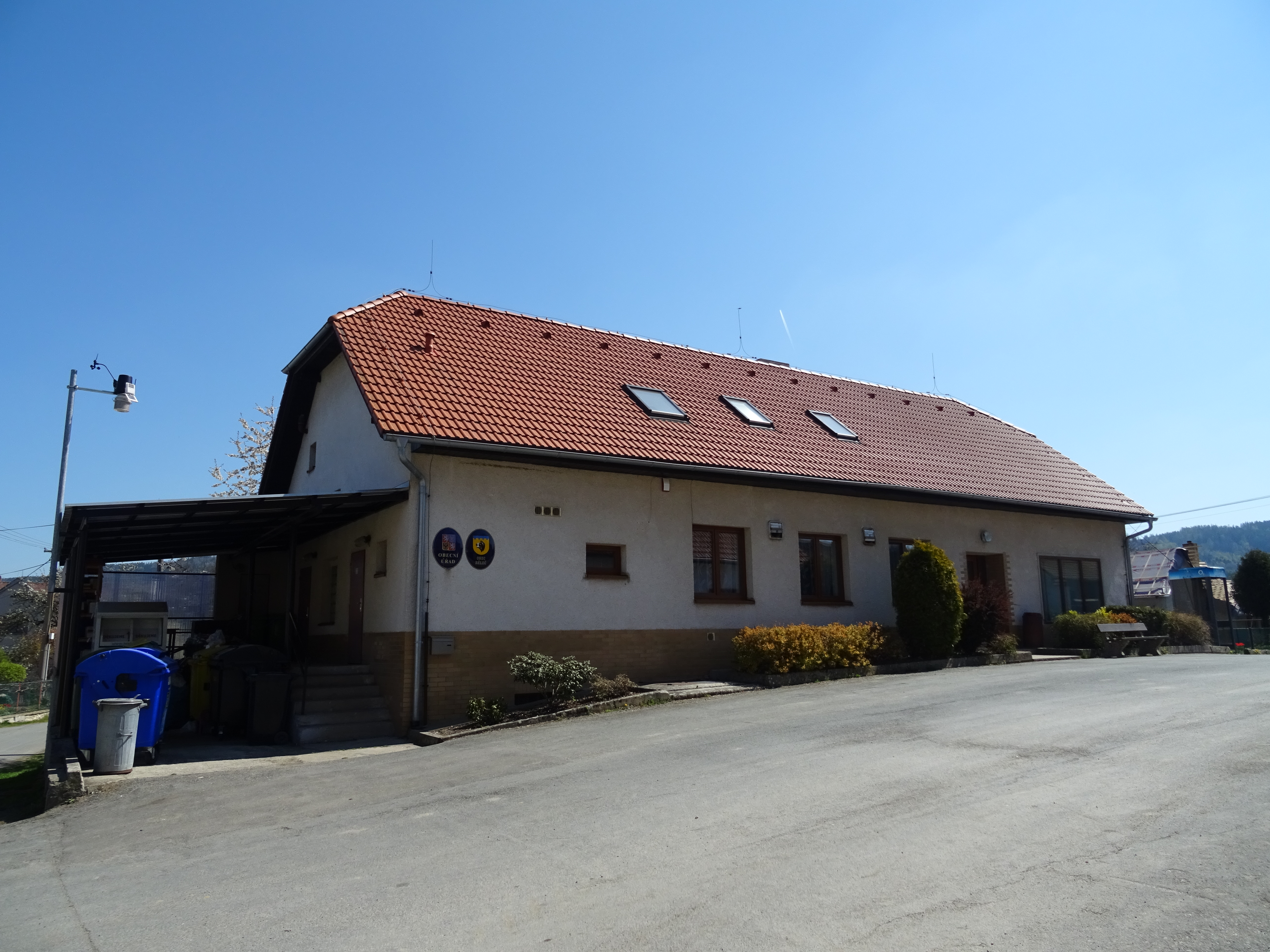
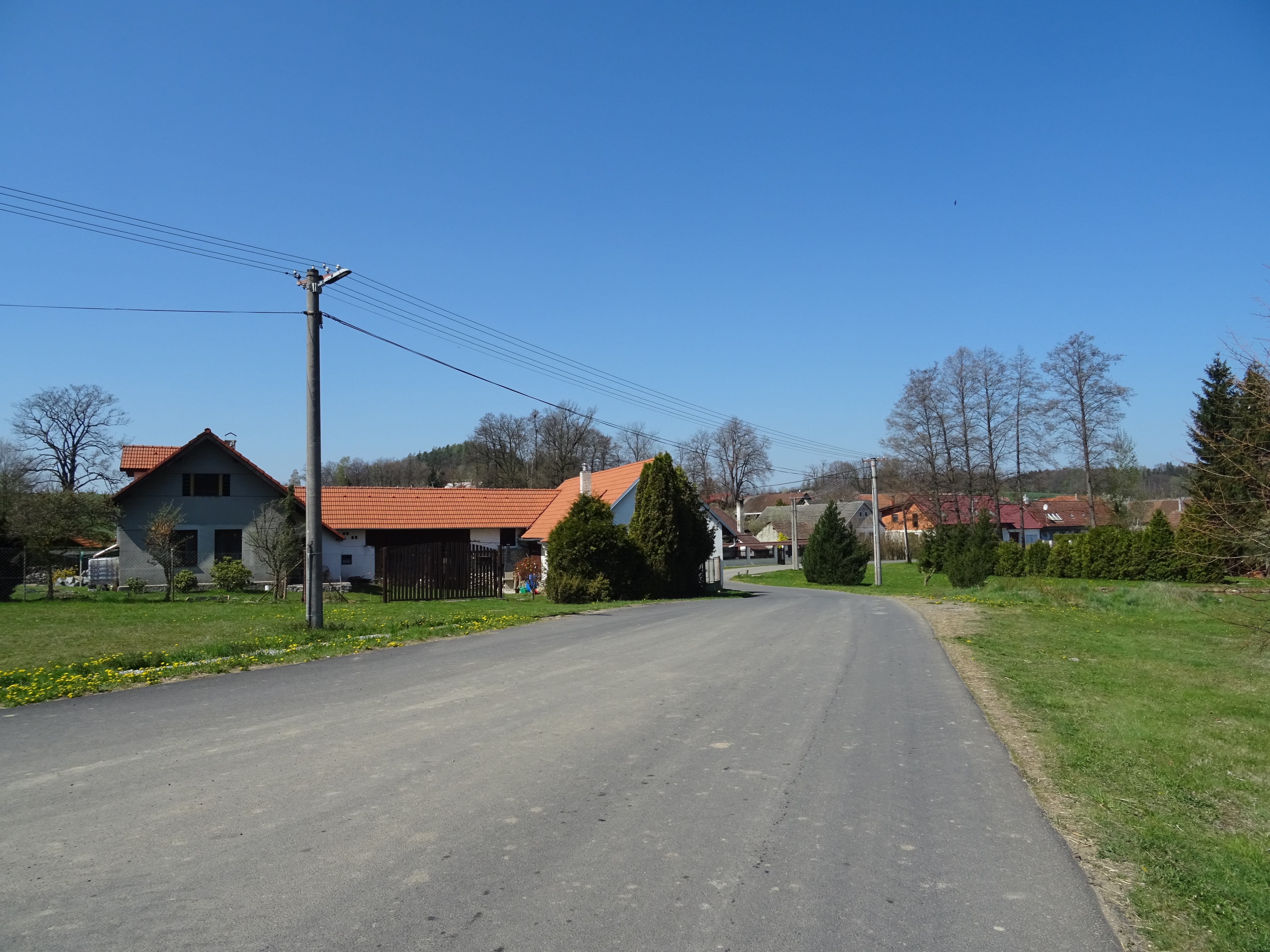